# Thomas Bartholin den yngre

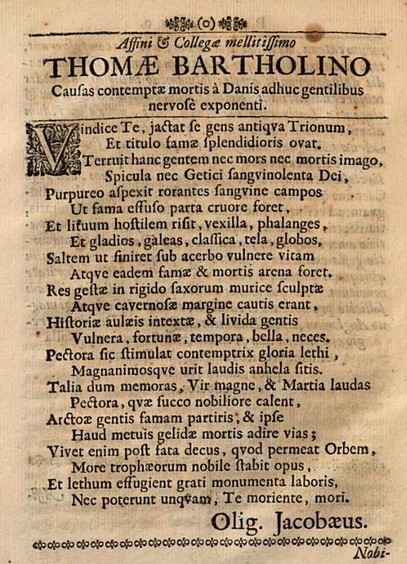

Thomas Bartholin den yngre, född den 27 mars 1659, död den 15 september 1690, var en dansk historiker, son till Thomas Bartholin. 
Bartholin blev 1668 professor i historia och 1684 antikvarie. Hans Antiquitatum danicarum libri tres (1689), om forndanskarnas dödsförakt, var under 1700-talet ett av fornforskningens grundläggande verk, och användes flitigt av Johannes Ewald. 
Vidare gjorde han stora samlingar till Danmarks och Norges kyrkohistoria och var Arne Magnussens förste gynnare. Bartholins efterlämnade handskrifter i 25 band, Collectanea Bartholiniana förvaras på universitetsbiblioteket i Köpenhamn.